# Mi-Wuk Village (Kalifornija)
Mi-Wuk Village je naseljeno područje za statističke svrhe u američkoj saveznoj državi Kalifornija. Prema popisu stanovništva iz 2010. u njemu je živjelo 941 stanovnika.